# 新海俊一
新海 俊一（しんかい しゅんいち、1966年 - ）は、日本の建築家、建築計画学者、一級建築士。京都美術工芸大学教授。有限会社マイクロデザインスタジオ代表取締役。
建築、都市、インテリア、プロダクト、ディスプレイなどの環境デザイン業務に従事する他、大学の教員として1997年頃より、コンピュータを用いた建築・都市の設計手法、デジタルデザインに関する研究・教育に従事する。現在は、広くデザイン全般についての教育・研究に取り組んでいる。

## 経歴
東京都生まれ。桐蔭学園小学校・中学校・高等学校を卒業後、工学院大学工学部建築学科を経て、東京大学大学院工学系研究科で建築学を学ぶ。大学院在籍中に慶應義塾大学の助手となる。
博士（工学）の学位を取得後、長岡造形大学助手・講師・助教授（准教授）・学長補佐を歴任。長岡造形大学退職後、公益財団法人練馬区環境まちづくり公社、株式会社環境プロデュースにて都市計画および自然環境保全、環境共生に関する実務を経て、2016年〜2020年帝塚山大学現代生活学部准教授。2020年より京都美術工芸大学・大学院教授。有限会社マイクロデザインスタジオ代表取締役。
- 1991年： 工学院大学工学部（1部）建築学科卒業
- 1993年： 東京大学大学院工学系研究科建築学専攻修士課程修了
- 1996年： 東京大学大学院工学系研究科建築学専攻博士課程単位取得退学
- 1993年〜1997年： 慶應義塾大学環境情報学部助手
- 1997年： 学位論文「鉄道旅客流動に基づく空間構造の分析」で東京大学より博士（工学）の学位を取得（東京大学課程博士、博工第3953）
- 1997年： 多摩大学経営情報学部助手
- 1997年： 長岡造形大学造形学部環境デザイン学科助手
- 1998年： 長岡造形大学造形学部環境デザイン学科専任講師
- 1999年〜2001年： 多摩大学経営情報学部、慶應義塾大学大学院政策・メディア研究科にて非常勤講師
- 2000年〜2012年： 長岡造形大学造形学部環境デザイン学科助教授（2007年より同准教授）
- 2004年〜 ： 有限会社マイクロデザインスタジオ設立、代表取締役
- 2010年〜2012年： 長岡造形大学 学長補佐（入試・学生募集主担当）
- 2012年： 公益財団法人練馬区環境まちづくり公社　まちづくり専門技術員
- 2013年〜2016年 ： 株式会社環境プロデュース 主任技術者
- 2013年〜2017年 ： 東京理科大学工学部建築学科にて非常勤講師
- 2014年〜2021年 ： 工学院大学建築学部にて非常勤講師
- 2016年〜2020年 ： 帝塚山大学現代生活学部居住空間デザイン学科准教授
- 2020年〜2021年 ： 帝塚山大学現代生活学部居住空間デザイン学科にて非常勤講師
- 2020年〜2023年 ： 京都美術工芸大学工芸学部（建築学科・美術工芸学科兼担）・大学院工芸学研究科建築学専攻教授
- 2022年〜 ： 京都美術工芸大学建築学部建築学科・大学院建築学研究科建築学専攻教授

## 設計・デザイン等の活動
建築設計の他、まちづくり、ランドスケープデザインなどの実績がある。
作品に「COCOON（ケアセンター花の里かつぼ）」（2009)、「里山カーゴ」（2009）などがある。
2009年、大地の芸術祭 越後妻有アートトリエンナーレの公募作品部門で「里山カーゴ」が実施作品に選ばれる。
長岡造形大学在職中には、学識経験者として、情報、建築、環境などに関する環境省、新潟県、長岡市、上越市、糸魚川市などの専門委員を務める。
2011年5月〜2012年2月 デザインに関する一般向けのラジオ番組「新海先生の教えてデザイン!」

（エフエムラジオ新潟）にレギュラー出演し、各回のテーマ選定から番組スクリプトまで自ら担当する。番組共演者はモデルの今井美穂。
帝塚山大学着任後は、奈良市の公共施設整備に関する専門委員を務める他、同大学が掲げる実学教育の一環として、デザインを通じた地域連携、産学連携、部局間連携、大学ブランディングなどの実践的なプロジェクトに学生とともに取り組み

、帝塚山大学教職員教育功績表彰を受ける

。

## 出演

### ラジオ
- 長岡造形大学 presents「新海先生の教えてデザイン！」 毎週水曜日、木曜日 22:55 - 23:00（2011年5月〜2012年2月）